# ماريا ليزا كيرفسنييمي
ماريا ليزا كيرفسنييمي (Marja-Liisa Kirvesniemi؛ سيمبيلي، 10 سبتمبر 1955) متزلجة ريفية فنلندية. كانت نجمة دورة الألعاب الأولمبية عام 1984 في سراييفو بفوزها بثلاث ذهبيات في منافسات فردي التزلج الريفي (5 و 10 و 20 كيلومتراً) ، و بقلادة أخرى برونزية لفنلندا في التتابع. في دورة الألعاب الأولمبية الشتوية عام 1988 في كالغاري فازت بقلادة برونزية أخرى بالتتابع، و في دورة الألعاب الأولمبية الشتوية عام 1994 في ليلهامر حققت قلادتين برونزيتين في سباقي 5 و 30 كيلومترا.

## الحياة المهنية
كانت الشخصية البارزة في دورة الألعاب الأولمبية لعام 1984 في سراييفو، حيث فازت بجميع مسابقات التزلج الريفي على الثلج الفردية الثلاثة (5 و10 و20 كم)، وحصلت على الميدالية البرونزية لفنلندا في التتابع.  وفي هذه العملية، أصبحت أنجح رياضية في دورة الألعاب الأولمبية الشتوية لعام 1984.  في دورة الألعاب الأولمبية الشتوية لعام 1988 في كالجاري، فازت بميدالية برونزية أخرى في التتابع، وفي دورة الألعاب الأولمبية الشتوية لعام 1994 في ليلهامر، فازت بميداليتين برونزيتين أخريين في مسافة 5 و30 كم.
في بطولة العالم للتزلج في بلدان الشمال الأوروبي (FIS)، فاز كيرفيسنييمي بثلاث ميداليات ذهبية في سباق 10 كم (1989) و4×5 كم تتابع (1978، 1989)، وخمس فضيات في سباق 5 كم (1985، 1991)، و10 كم (1985) و  15 كم (1989، 1993).  كما فازت أيضًا بسباق المطاردة المزدوج لمسافة 20 كم في مهرجان هولمينكولين للتزلج عام 1989.
فازت كيرفيسنييمي بميدالية هولمينكولين في عام 1989. وحصل زوجها هاري على ميدالية هولمينكولين في عام 1998. وكانا ثالث زوج وزوجة يفوز بهذا التكريم المرموق.  إنهما الزوجان الوحيدان اللذان تنافسا في ست دورات أولمبية، وهما من بين الفنلنديين الثمانية الوحيدين الذين فعلوا ذلك - الآخرون هم جان أهونين (القفز على الجليد)، ورايمو هيلمينن (هوكي الجليد)، وتيمو سيلان (هوكي الجليد)،  كيرا كيركلوند (الفروسية)، وجوها هيرفي (الرماية)، وهانو مانينن (الشمال المشترك).

## وصلات خارجية
- ماريا ليزا كيرفسنييمي على موقع IMDb (الإنجليزية)
- ماريا ليزا كيرفسنييمي على موقع الموسوعة البريطانية (الإنجليزية)
- ماريا ليزا كيرفسنييمي على موقع الاتحاد الدولي للتزلج (التزلج الريفي) (الإنجليزية)
- ماريا ليزا كيرفسنييمي على موقع اللجنة الأولمبية الدولية (الإنجليزية)
- ماريا ليزا كيرفسنييمي على موقع أوليمبيديا (الإنجليزية)

1. ↑   https://okm.fi/documents/1410845/4249543/Suuren+ansioristin+haltijat_.pdf/86bc8277-2c39-a230-d638-8f32f4a07e00/Suuren+ansioristin+haltijat_.pdf?t=1683708420547. اطلع عليه بتاريخ 2023-05-25. {{استشهاد ويب}}: |url= بحاجة لعنوان (مساعدة) والوسيط |title= غير موجود أو فارغ (من ويكي بيانات) (مساعدة)